# Passerano Marmorito
Passerano Marmorito, (Passeiran en piemontès) és un municipi situat al territori de la província d'Asti, a la regió del Piemont (Itàlia).
Limita amb els municipis d'Albugnano, Aramengo, Capriglio, Castelnuovo Don Bosco, Cerreto d'Asti, Cocconato, Pino d'Asti i Piovà Massaia.
Pertanyen al municipi les frazioni de Primeglio, Schierano, Marmorito, Rocco i Boscorotondo.

## Galeria fotogràfica

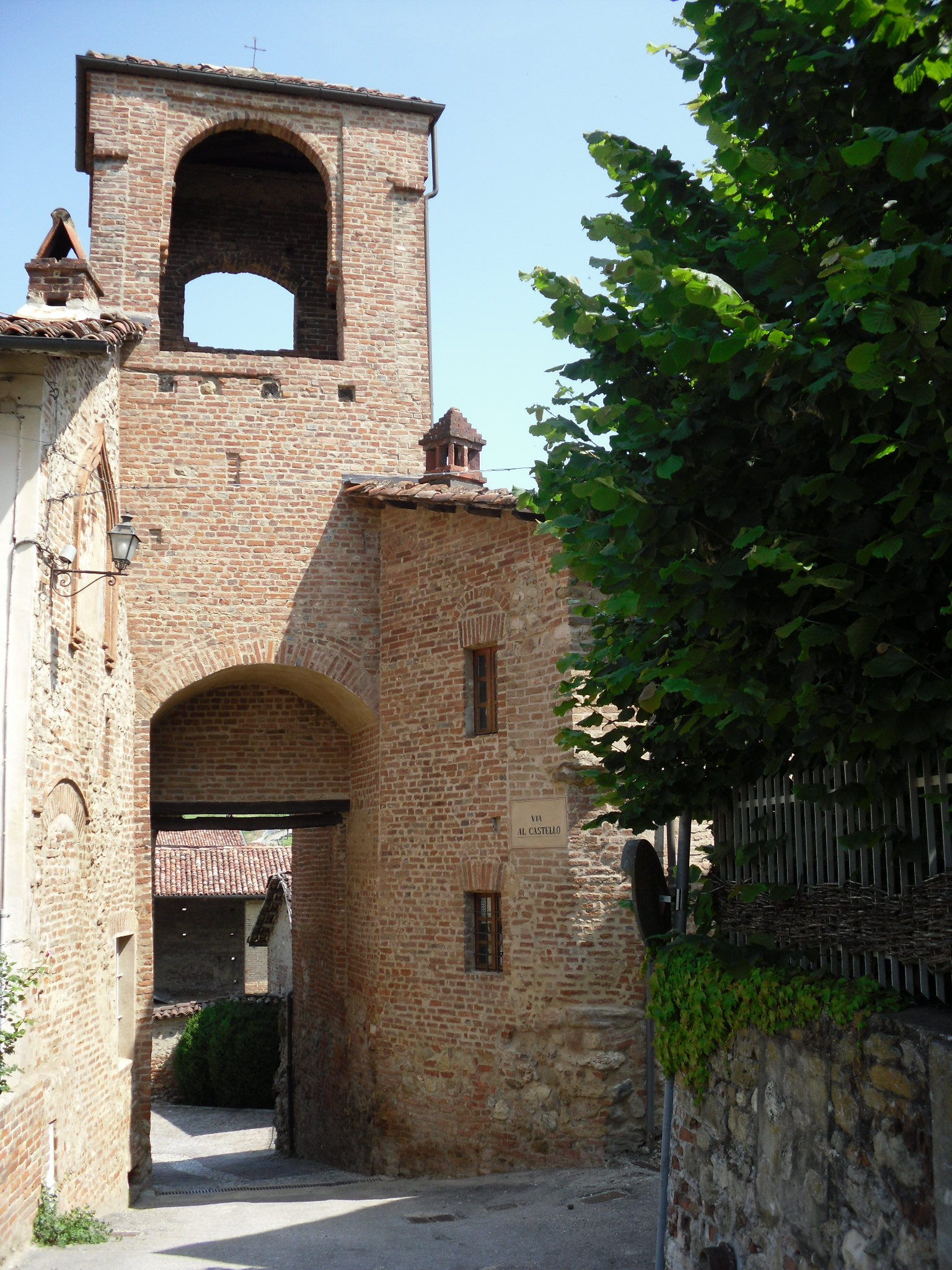
Entrada al castell
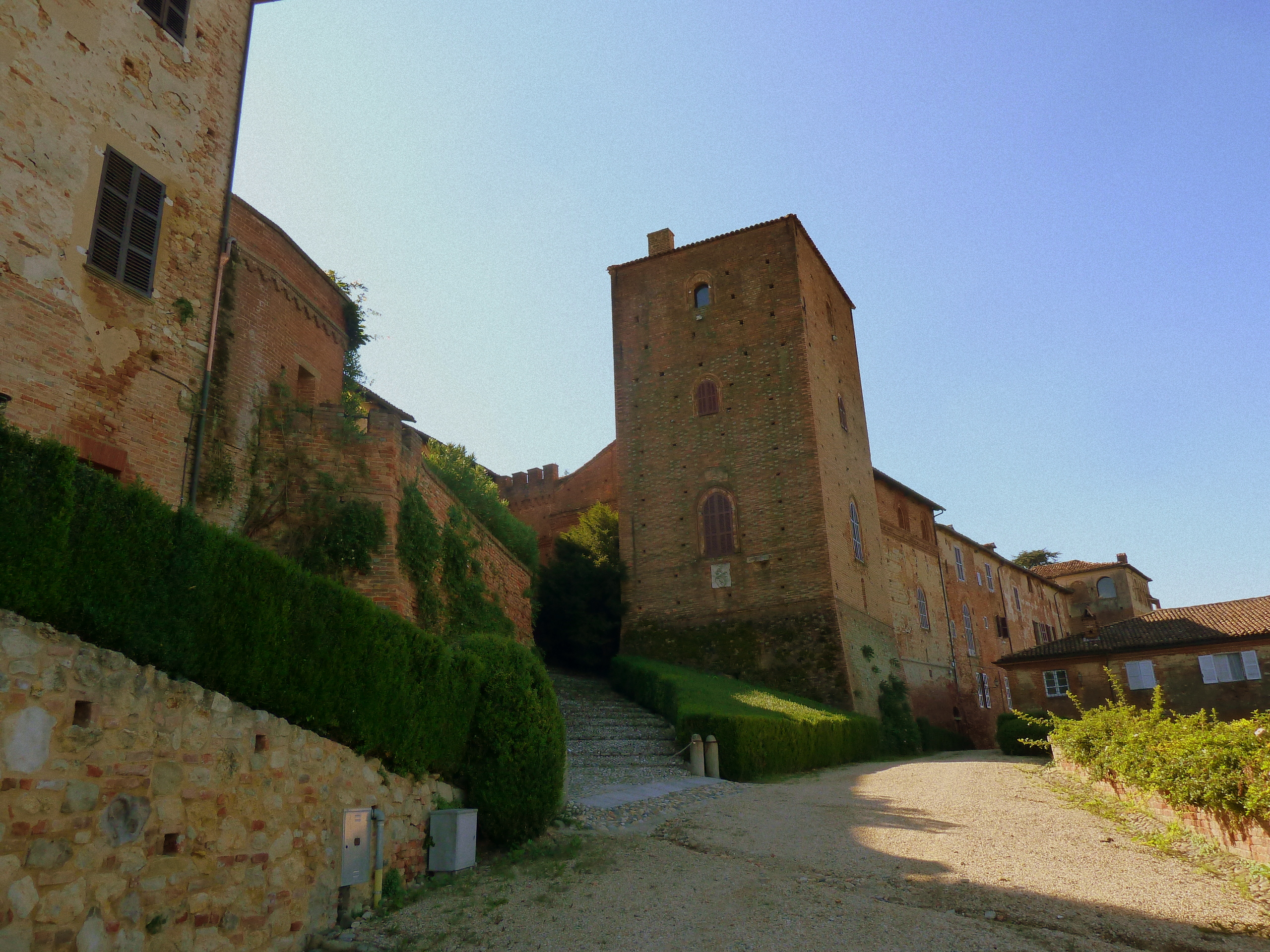
Castell
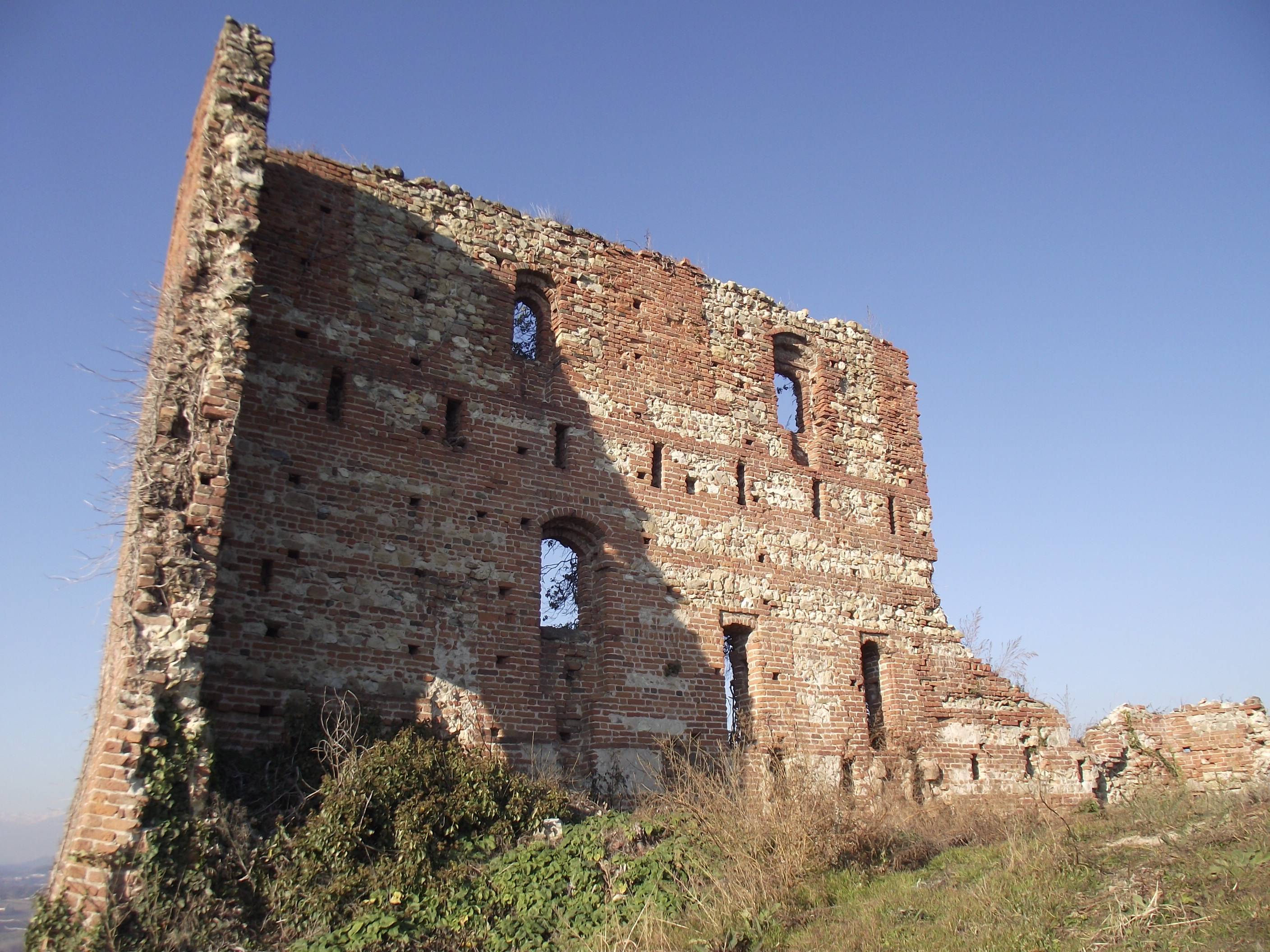
Castell
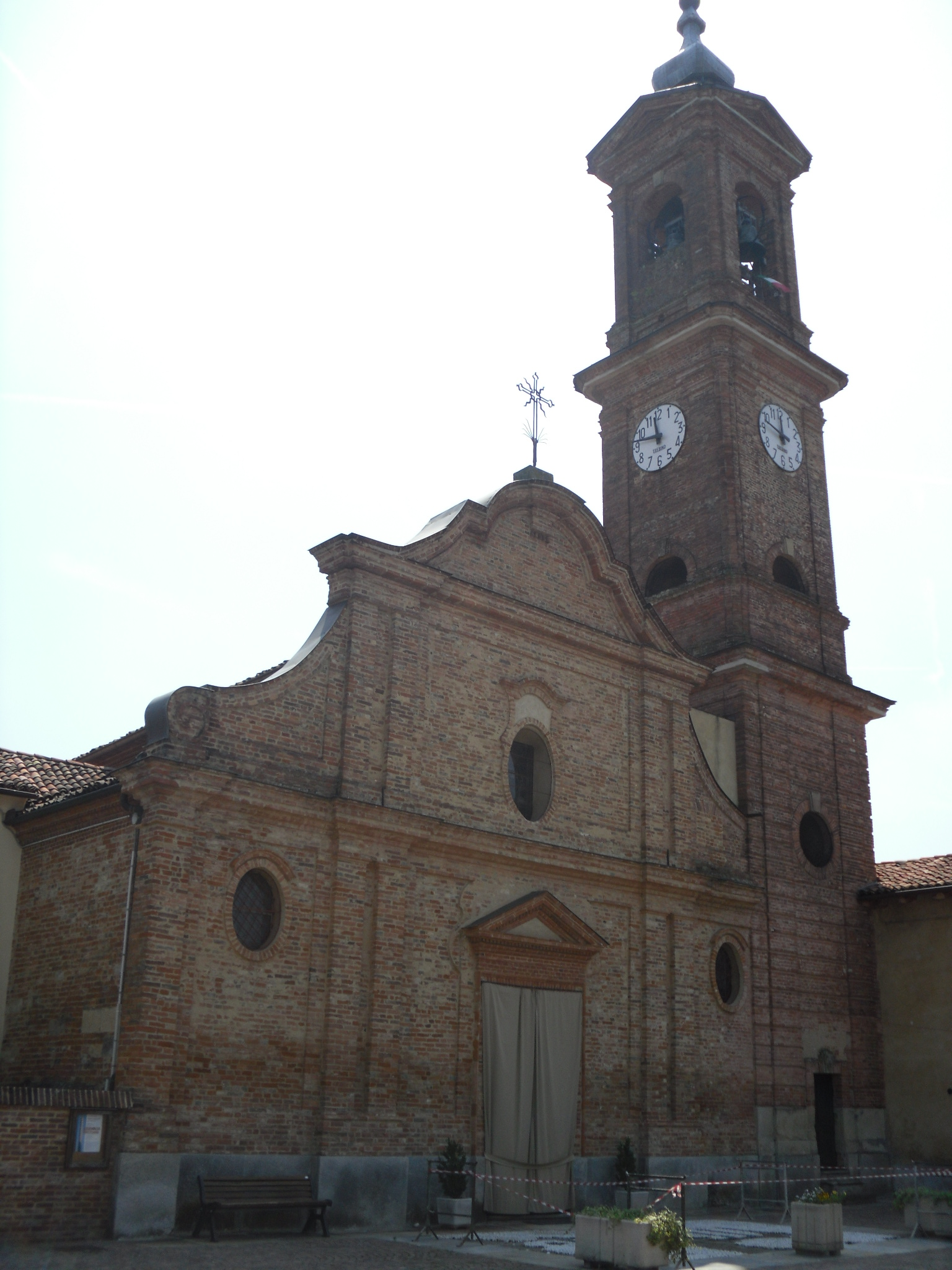
Església de St. Pere i St.Pau
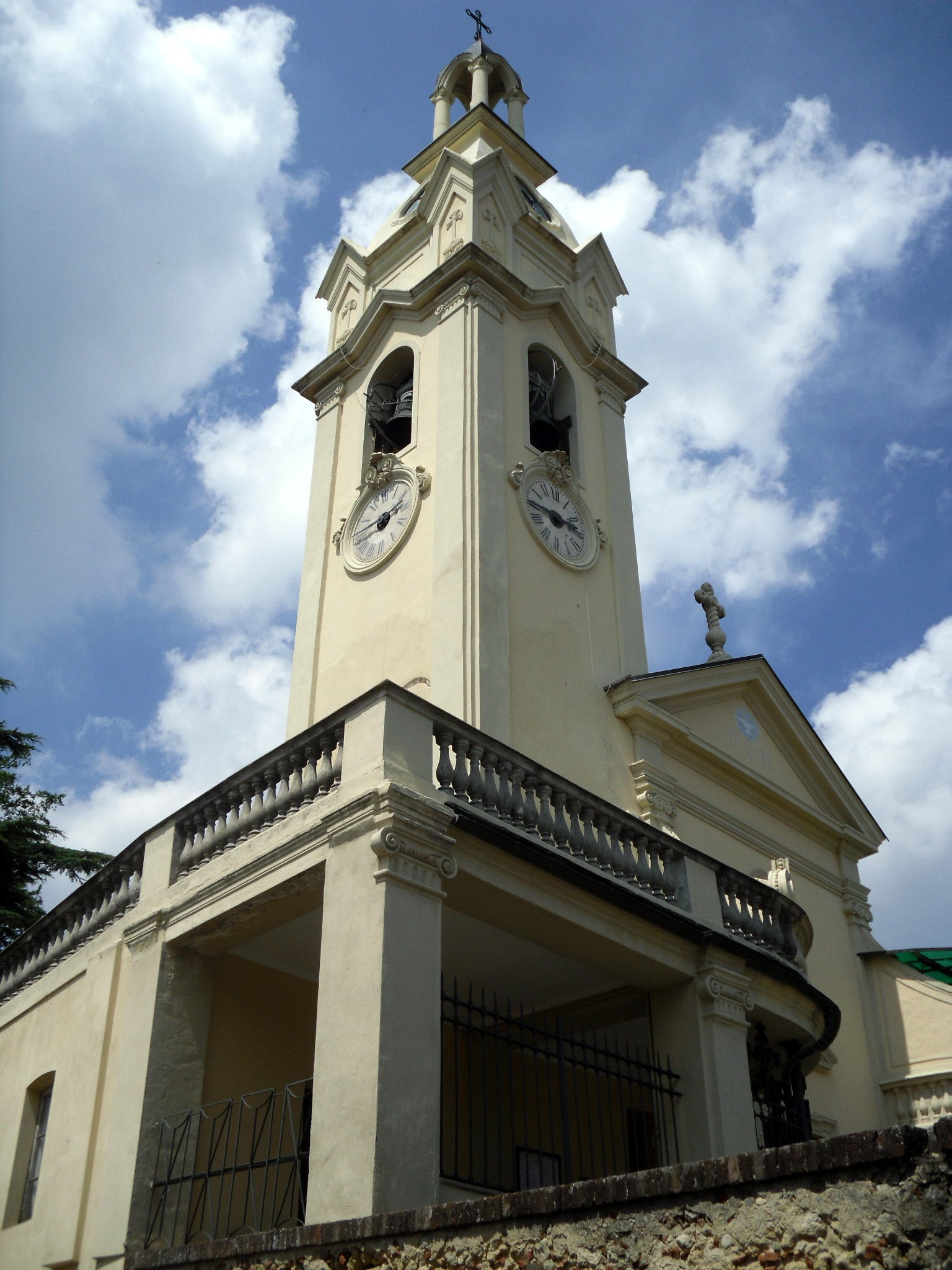
Església de St. Llorenç